# Berlingen TG
| TG ist das Kürzel für den Kanton Thurgau in der Schweiz. Es wird verwendet, um Verwechslungen mit anderen Einträgen des Namens Berlingen zu vermeiden. |

Berlingen ist eine politische Gemeinde und eine Ortschaft im Kanton Thurgau in der Schweiz und gehört zum Bezirk Frauenfeld.
Bis 2002 war Berlingen eine Einheitsgemeinde.

## Geographie und Verkehr
Sie liegt auf einem Bachdelta am Südufer des Untersees und wird durch die Hänge des Seerückens topografisch begrenzt. Der Seespiegel weist eine mittlere Höhe von 396 Metern über Meer auf.
Berlingen wird von der Hauptstrasse Schaffhausen–Kreuzlingen erschlossen und hat einen Bahnhof an der Bahnlinie Schaffhausen–Romanshorn.

## Geschichte

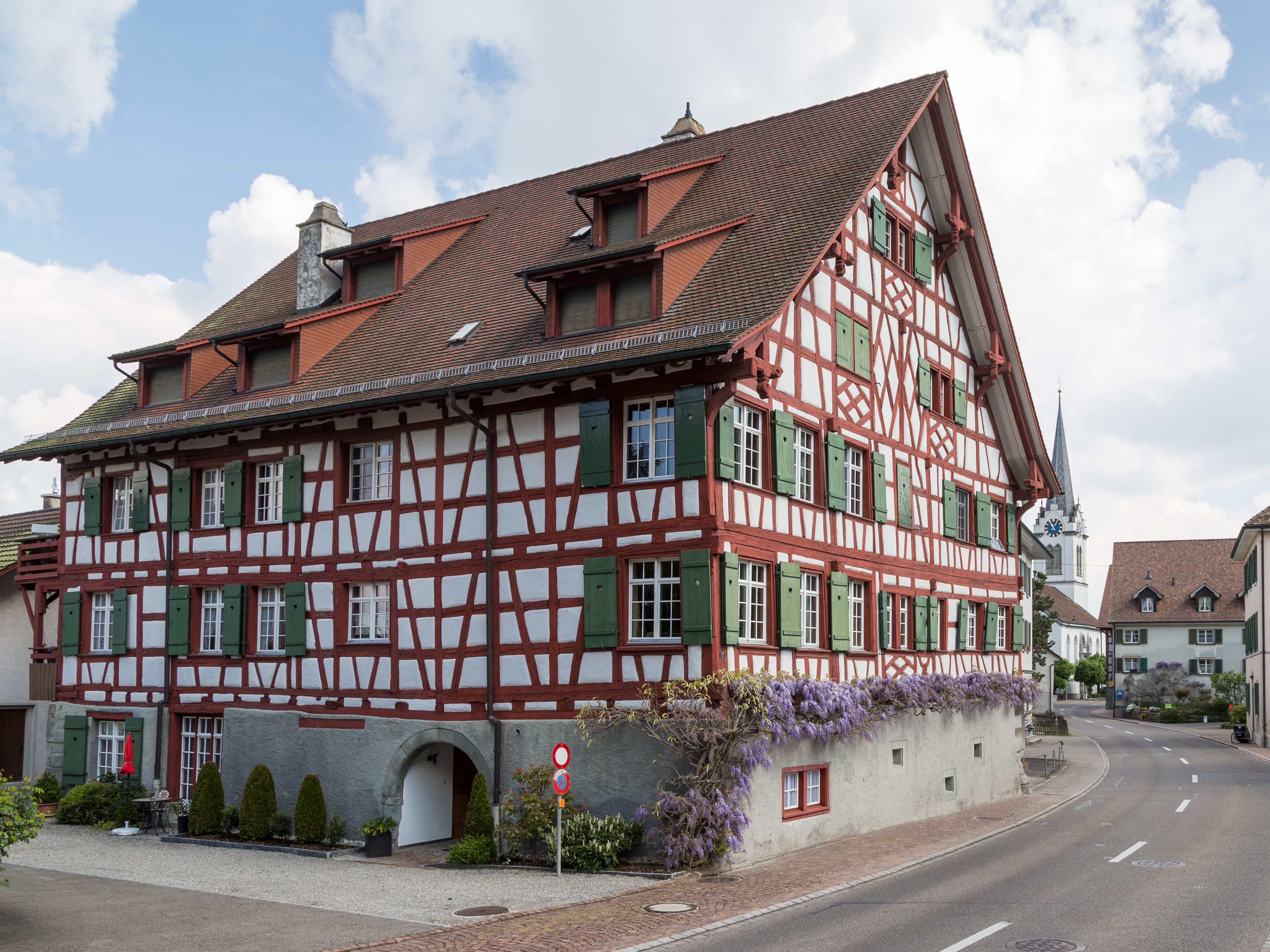
Im Kehlhof, dem Grossen Haus, einem 1686 erbauten Fachwerkbau am Westende des Dorfes, wohnte der letzte Klostermeier, der für den Abt und die Mönche auf der Reichenau von den Berlingern den Zehnten einzog.

Eine früher vermutete prähistorische Ufersiedlung mit Pfahlbauten wurde durch Bohrungen im Jahr 1981 nicht bestätigt. Zur Zeit der Römer soll um 370 n. Chr. nach ungesicherten Berichten über dem Weissen Felsen, direkt an der Grenze zu Steckborn, ein Wachtturm errichtet worden sein. Er gehörte zur Verteidigungslinie, die der römische Kaiser Valentinian I. von Basel bis Bregenz zur Sicherung der Grenze gegen Germanien hatte errichten lassen.
Im Jahr 894 (?) wurde Berlingen unter dem Namen Berenwanc – was Flur des Bero heisst – erstmals urkundlich erwähnt. 1267 wurde es als Bernanch, bis ins 18. Jahrhundert Bernang bezeichnet.
Im Jahr 1750 erhielt die Ortschaft den Namen Berlingen.

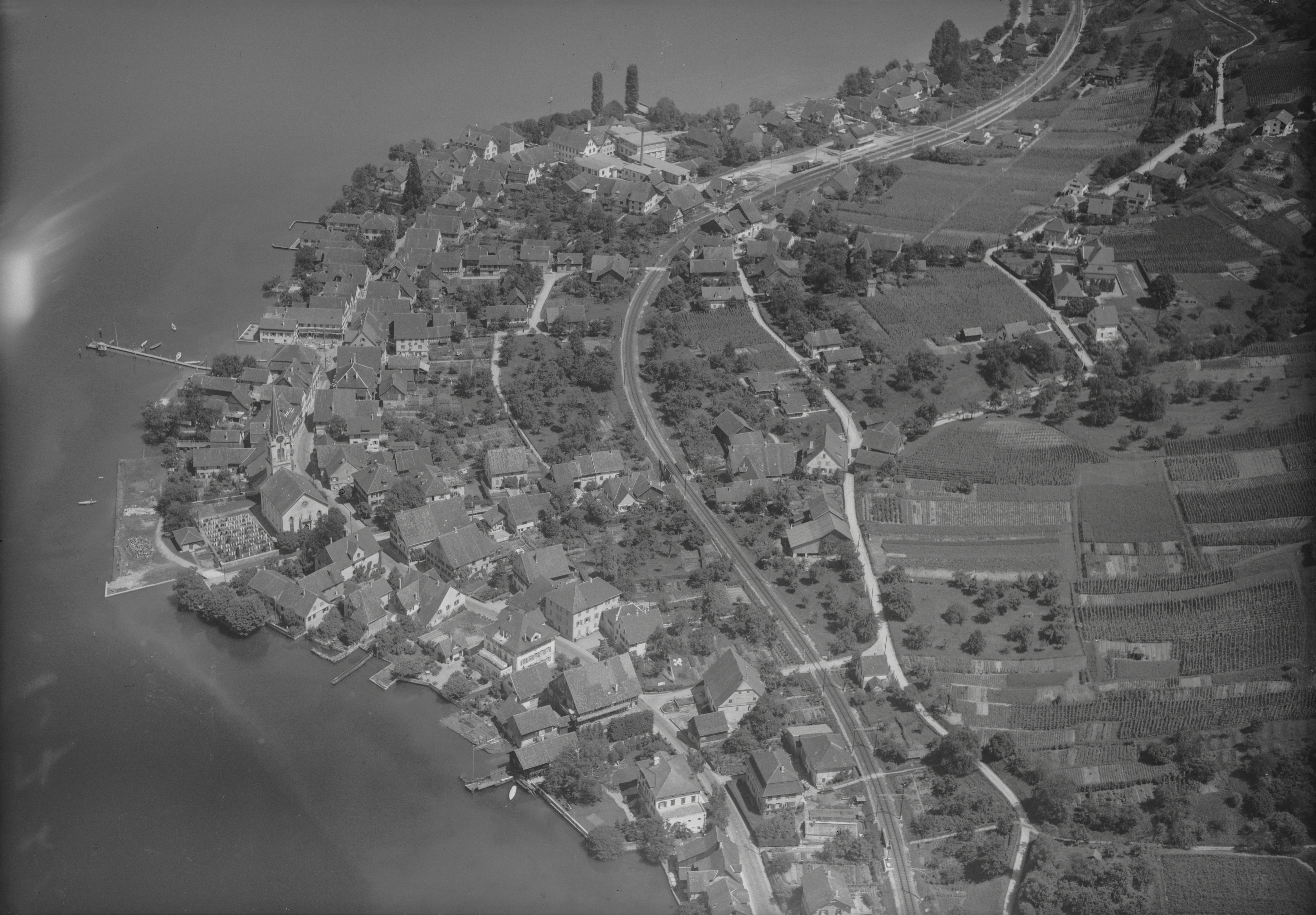
Berlingen im Jahr 1948

Im Mittelalter gehörte Berlingen zum Gericht und zur Pfarrei Steckborn. Grundherr und Kollator war das Kloster Reichenau. 1504 erhielt Berlingen ein eigenes Gericht, das von 1540 bis 1798 dem Fürstbischof von Konstanz unterstand und von der Obervogtei Reichenau verwaltet wurde. Die 1803 gegründete Munizipalgemeinde Berlingen wurde 1870 mit der Ortsgemeinde Berlingen zur Einheitsgemeinde Berlingen vereinigt.
Für die ab 1332 belegte Michaelskapelle wurde 1359 eine Pfründe gestiftet. Die im 15. Jahrhundert gegründete Pfarrei Berlingen trat um 1524 zur Reformation über und konnte sich mit Hilfe Zürichs dem Kloster gegenüber behaupten. Die wenigen Katholiken gehören seitdem zu Steckborn.
Der Berlinger Altar im Kloster in Mittelzell stammt nach der Legende aus der Kapelle in Berlingen. Er soll während der Reformation von den Bilderstürmern in den See geworfen und von den Reichenauern als Schwemmgut geborgen worden sein.
Grundlage des relativen Wohlstands waren im 19. Jahrhundert Rebbau, Schifffahrt und Gerberei. Im 20. Jahrhundert stellten die Trikotfabrik Naegeli (1892–1983; 1965 mit 132 Arbeitsplätzen) und das 1910 gegründete Altersheim Neutal (1994: 260 Plätze und 250 Beschäftigte) den Grossteil der Arbeitsplätze in Berlingen. Eine 1964 durchgeführte Prospektion nach Erdöl brachte keinen kommerziell nutzbaren Fund hervor.

## Wappen
Blasonierung: In Blau zwei konzentrische gelbe Ringe.
Das Wappen aus der Reichenauer Zeit besteht spätestens seit dem 18. Jahrhundert. Seine Bedeutung ist unklar.
Die Ringe werden als Sinnbild für die Bindung ans Kloster und der blaue Grund für den See interpretiert.

## Bevölkerung
| Hier fehlt eine Grafik, die leider im Moment aus technischen Gründen nicht angezeigt werden kann. Wir arbeiten daran! |

| Jahr      | 1850 | 1900 | 1950 | 1960 | 1980 | 1990 | 2000 | 2000 | 2010 | 2018 | 2023 |
| Einwohner | 746  | 706  | 813  | 967  | 880  | 1036 | 854  | 854  | 847  | 893  | 948  |

Von den insgesamt 948 Einwohnern der Gemeinde Berlingen am 31. Dezember 2023 waren 252 bzw. 26,6 % ausländische Staatsbürger. 368 (38,8 %) waren evangelisch-reformiert und 198 (20,9 %) römisch-katholisch.

## Wirtschaft
Im Jahr 2016 bot Berlingen 246 Personen Arbeit (umgerechnet auf Vollzeitstellen). Davon waren 2,2 % in der Land- und Forstwirtschaft, 8,7 % in Industrie, Gewerbe und Bau sowie 89,1 % im Dienstleistungssektor tätig.

## Sehenswürdigkeiten

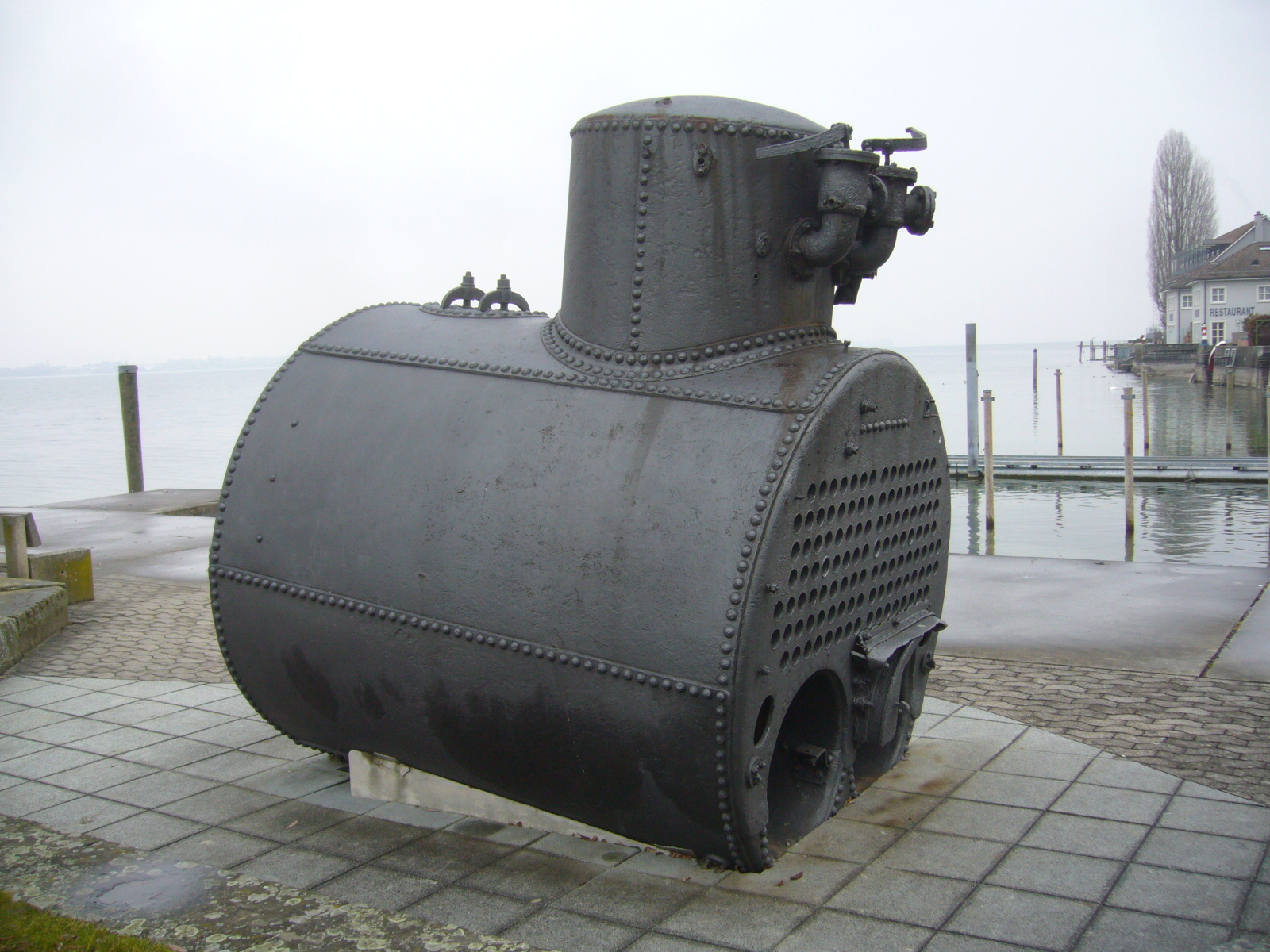
Der Raddampfer Rheinfall ging im Jahr 1869 bei der Wegfahrt von Berlingen unter. An das Unglück erinnert an der Schiffsanlegestelle der dort ausgestellte explodierte Kessel des Schiffes, der erst 1995 geborgen wurde.

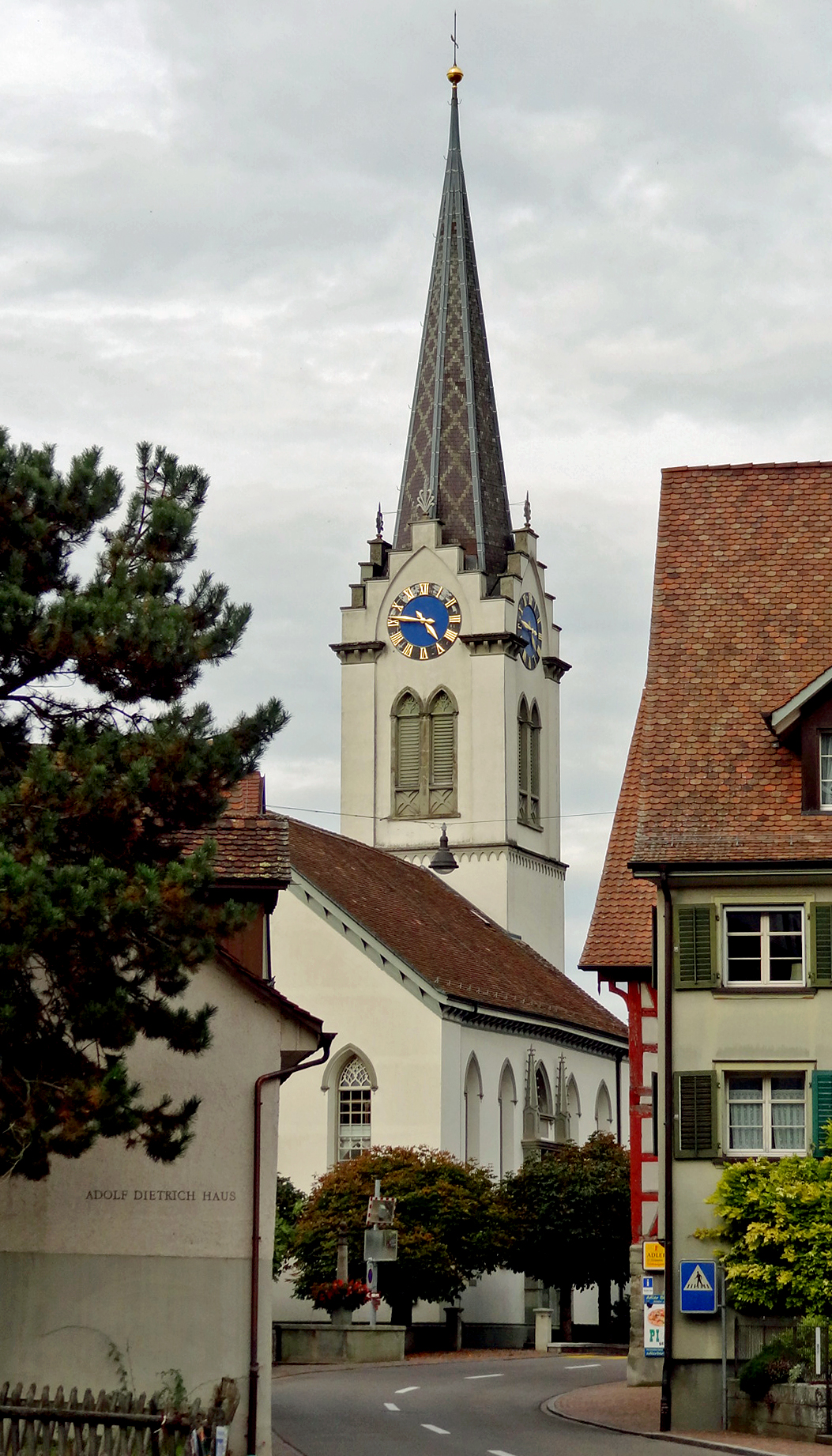
Evangelische Kirche

Das Dorf Berlingen ist im Inventar der schützenswerten Ortsbilder der Schweiz aufgeführt.
Die Berlinger Dorfkirche wurde im Jahr 1842 auf einem Bachdelta, welches eine Art Halbinsel bildet, erbaut. Am gleichen Ort stand seit dem 13. Jahrhundert eine Michaelskapelle, die 1659 durch eine kleine Kirche ersetzt wurde. Als letztere wiederum zu klein wurde, entschied man sich dazu, die jetzige Kirche zu errichten, als eine der ersten neugotischen Kirchen der Schweiz. Dies war zu dieser Zeit ein Wagnis, da die damaligen Kirchengänger Saalbauten gewohnt waren. Napoleon III., der im nahen Schloss Arenenberg aufgewachsen war, spendete für die Kirche die Kanzel und den marmorisierten Taufstein. 1968 wurde die Kirche renoviert, wobei die ursprüngliche Schlichtheit wiederhergestellt wurde. Die Orgel ist ein Werk der Firma Kuhn aus dem Jahr 1904.

## Persönlichkeiten
- Hans Böhni (* 1937), Professor am Institut für Baustoffe, Werkstoffe und Korrosion der ETH Zürich von 1976 bis 2002[17].
- Adolf Dietrich (1877–1957), „naiver“ Kunstmaler, lebte und arbeitete in Berlingen.
- Peter Dschulnigg (1943–2011), katholischer Theologe, hat in Berlingen zuletzt gelebt, ist hier verstorben und bestattet.
- Ulrich Guhl (1838–1924), reformierter Theologe und Politiker, war 1861 bis 1865 Pfarrer in Berlingen.
- Johann Konrad Kern (1808–1888), Minister, Staatsmann, Diplomat, Redaktor der Bundesverfassung von 1848, wurde in Berlingen geboren, wirkte später von hier aus.
- Marie Kunert (1871–1957), deutsche Politikerin (SPD), war in Berlingen im Exil und ist dort gestorben.
- Hans Jakob Pestalozzi (1801–1874), Jurist und Politiker
- Friedrich Schaltegger (1851–1936), 1888–1901 Pfarrer in Berlingen, Thurgauer Kantonsarchivar und -bibliothekar
- Hans-Ulrich Wepfer (1938–2024), Historiker, Seminarlehrer, Denkmalpfleger und Museumsleiter

## Bilder

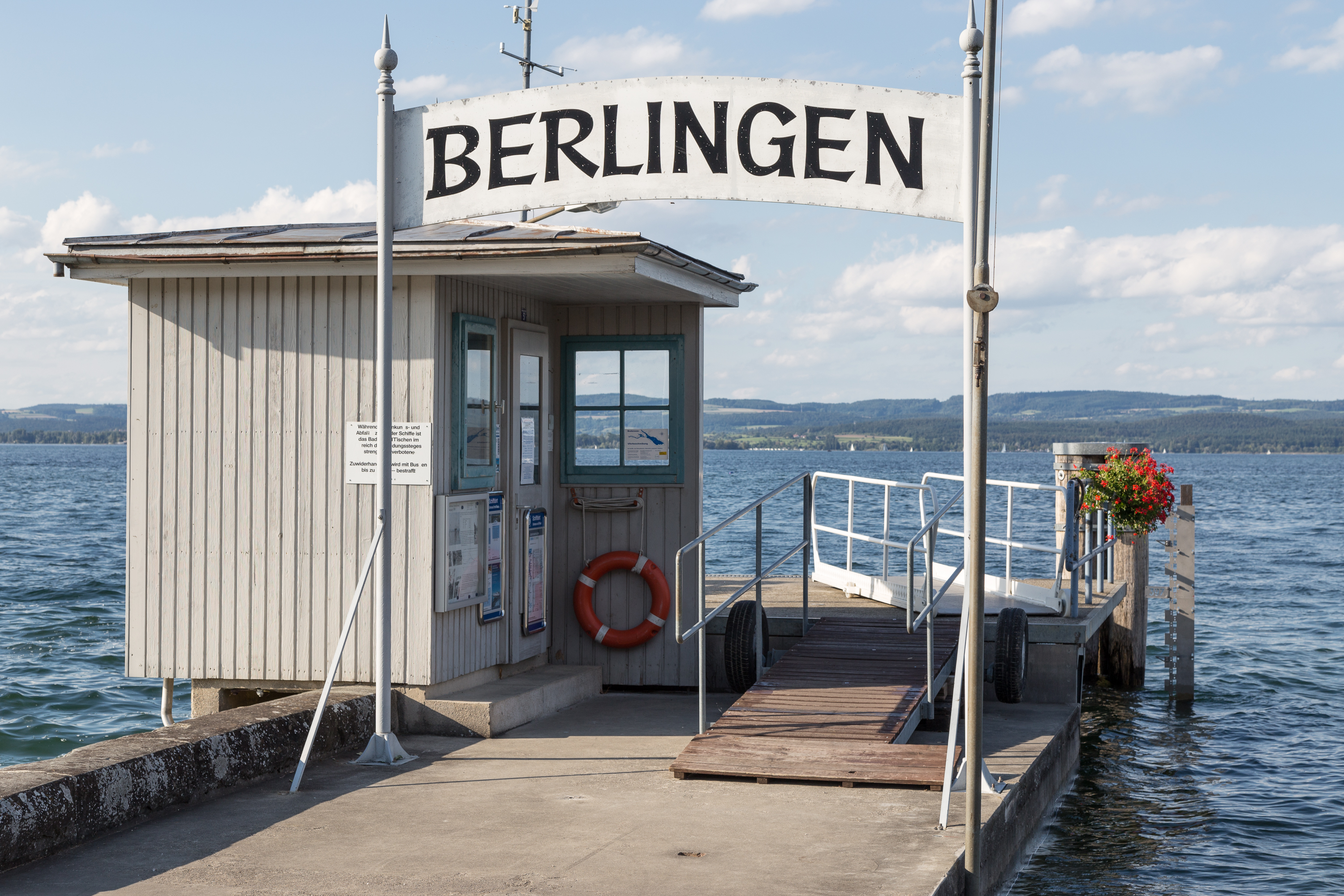
Berlingen Schifflände
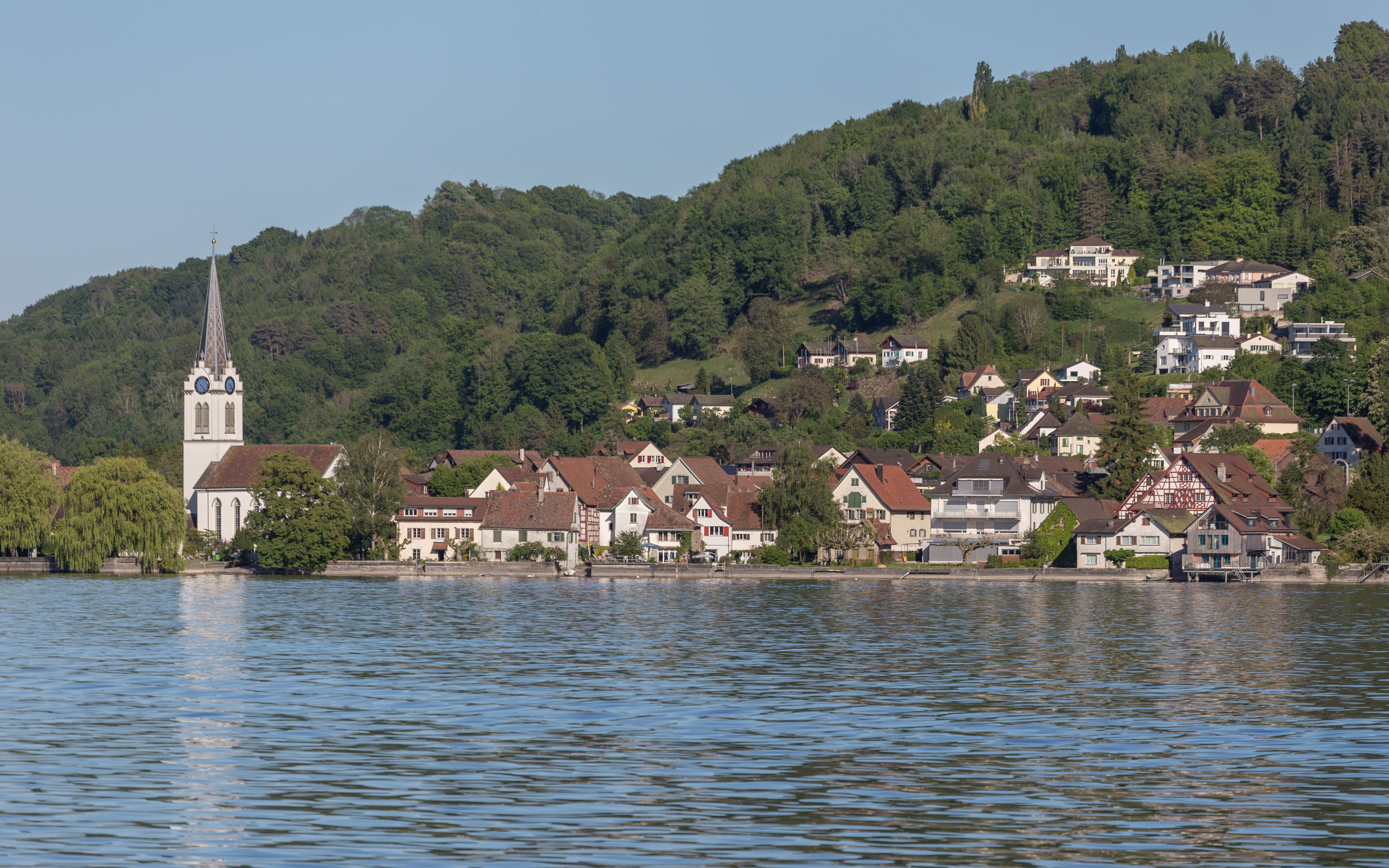
Seeseite von Berlingen TG
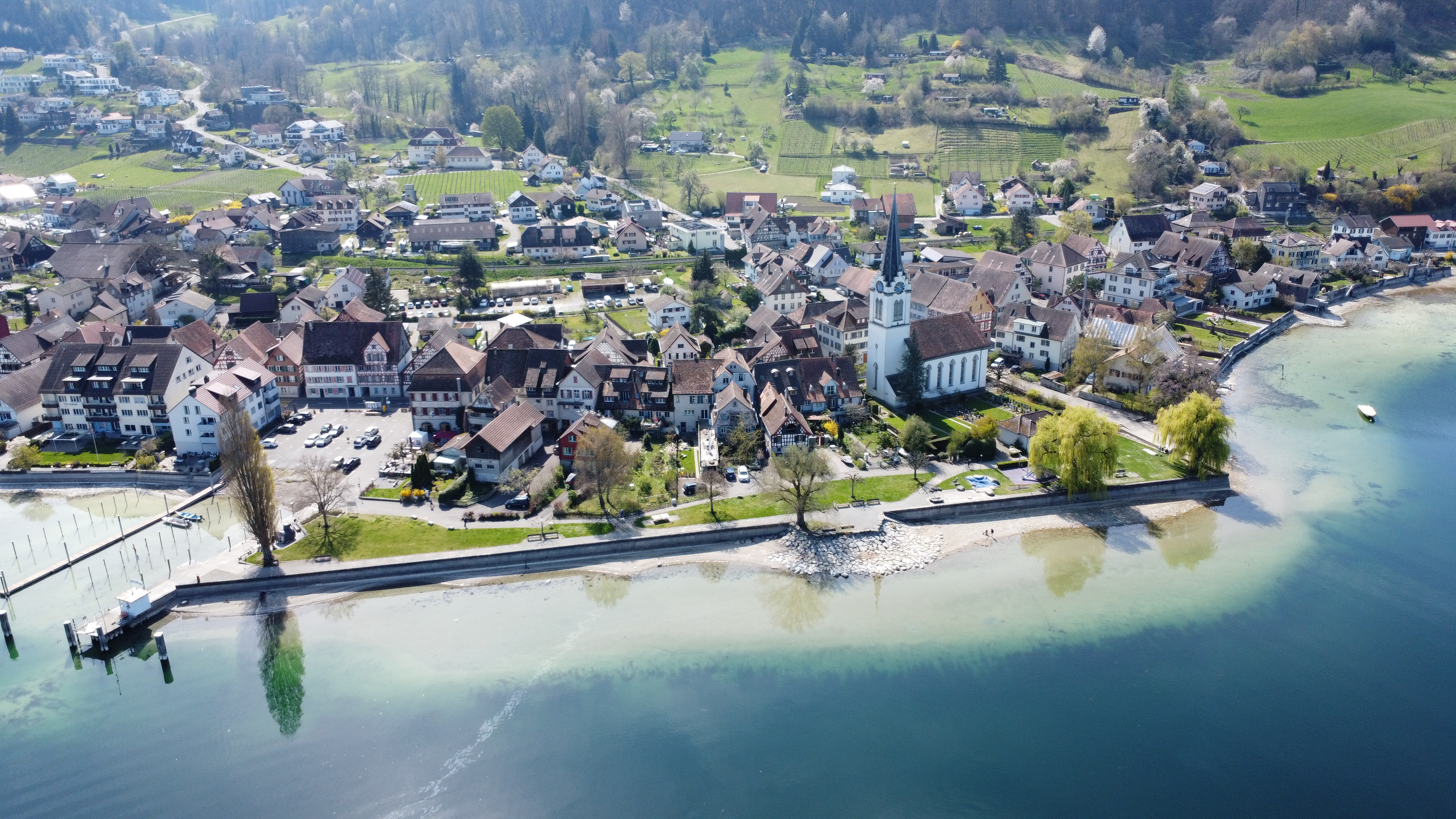
Bei Niedrigwasser vom See her gesehen
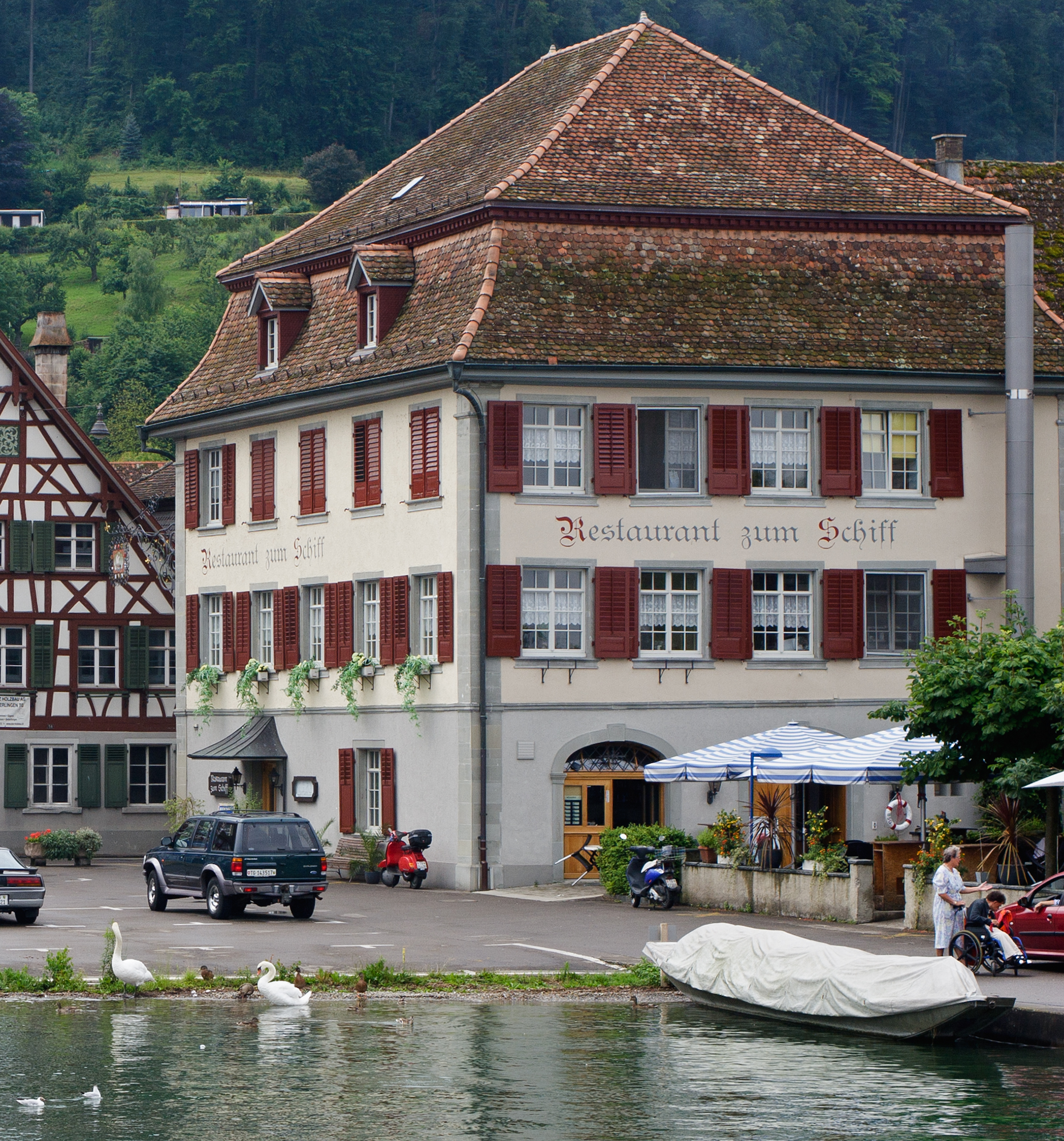
Restaurant zum Schiff
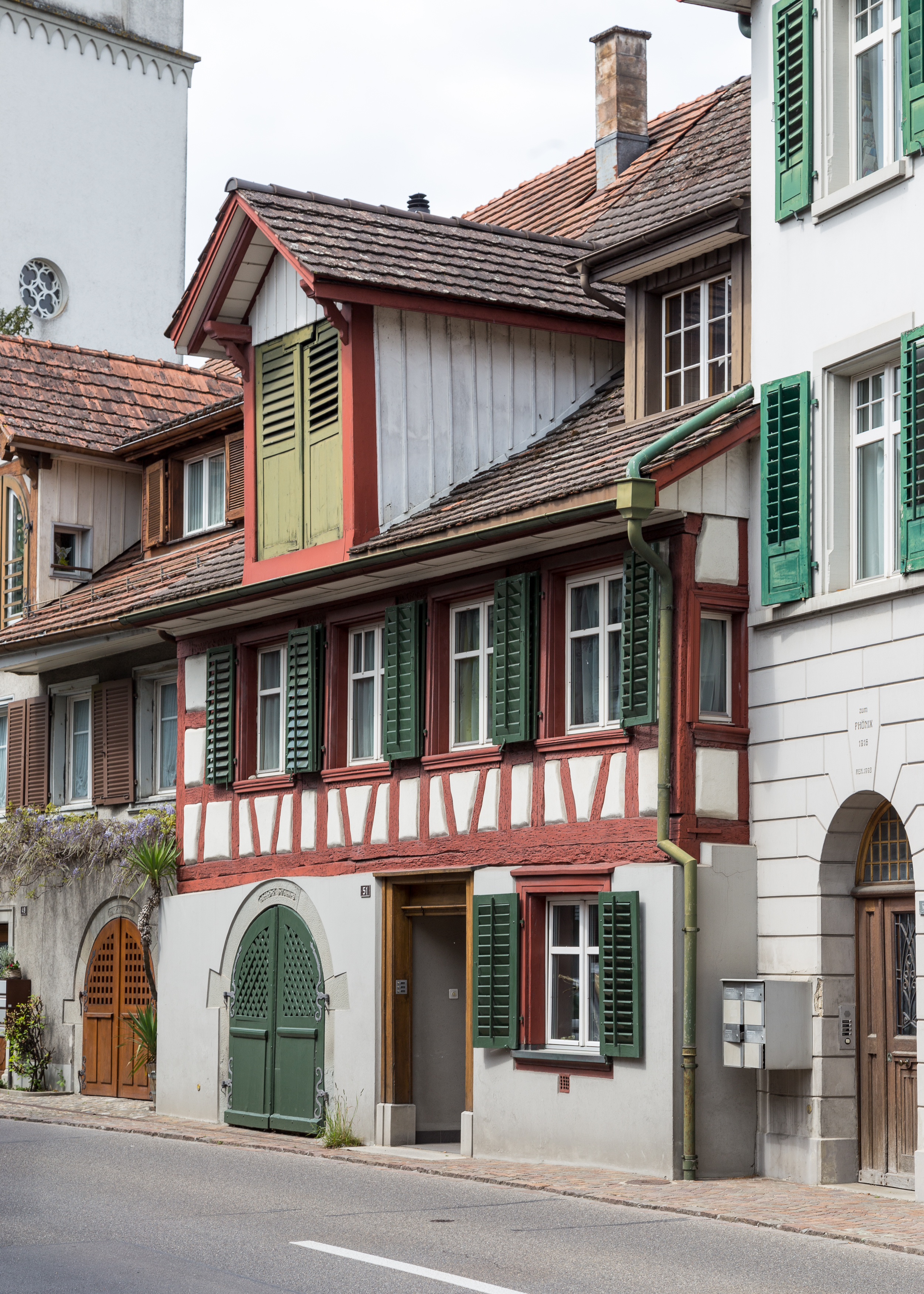
Seestrasse 51 (18. Jh.)
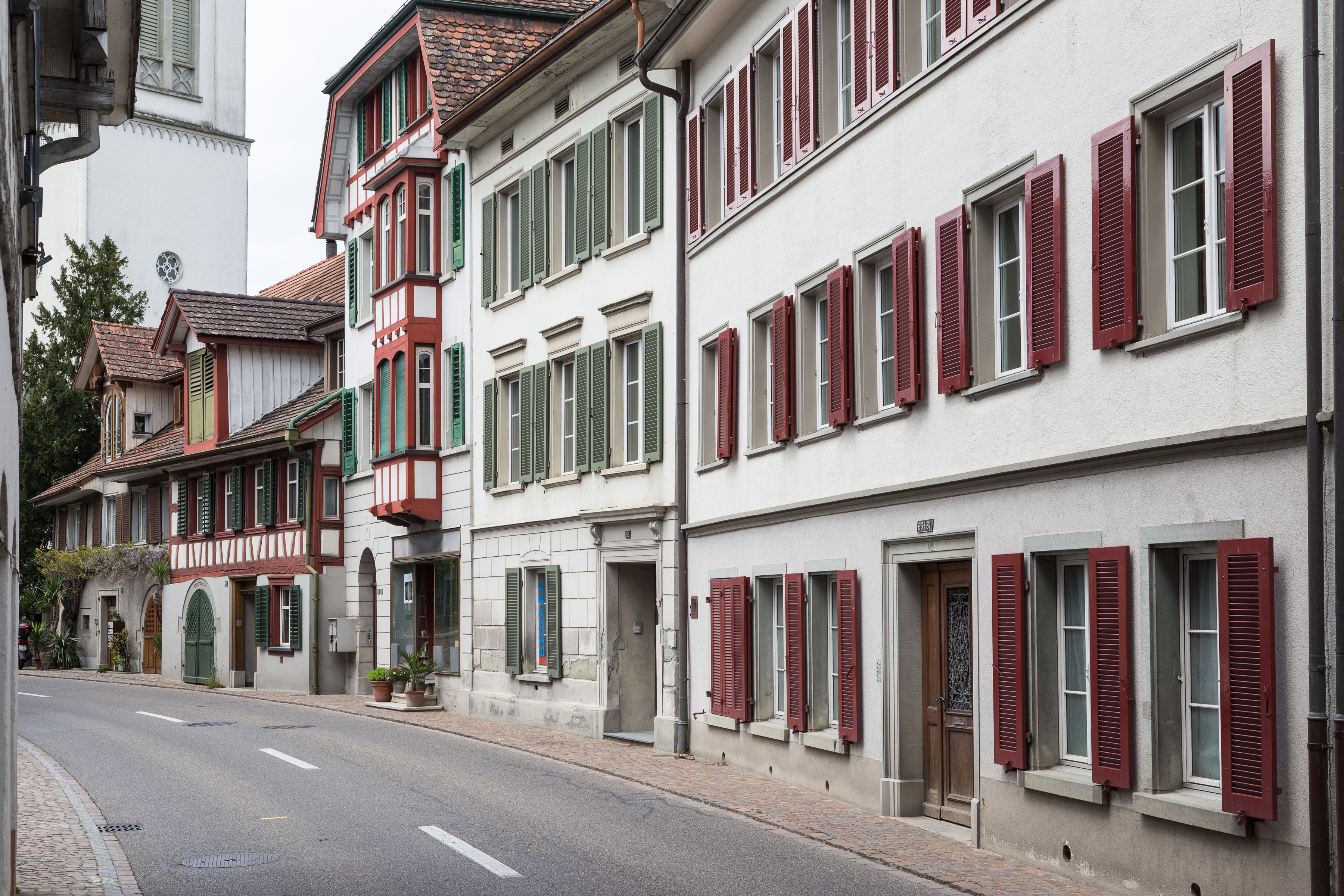
Seestrasse 49–61
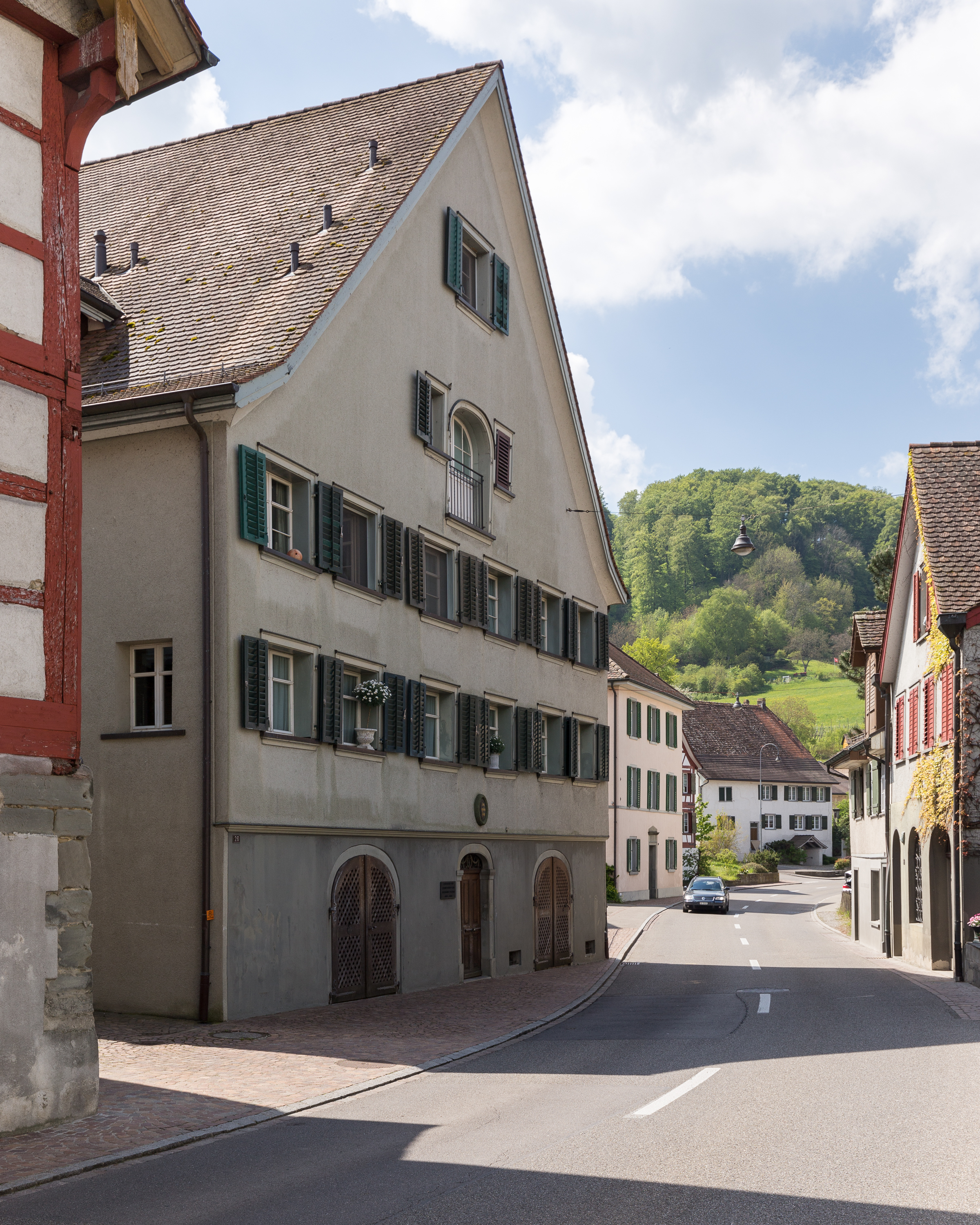
Seestrasse 26: Geburtshaus des Nationalrats  Johann Konrad Kern
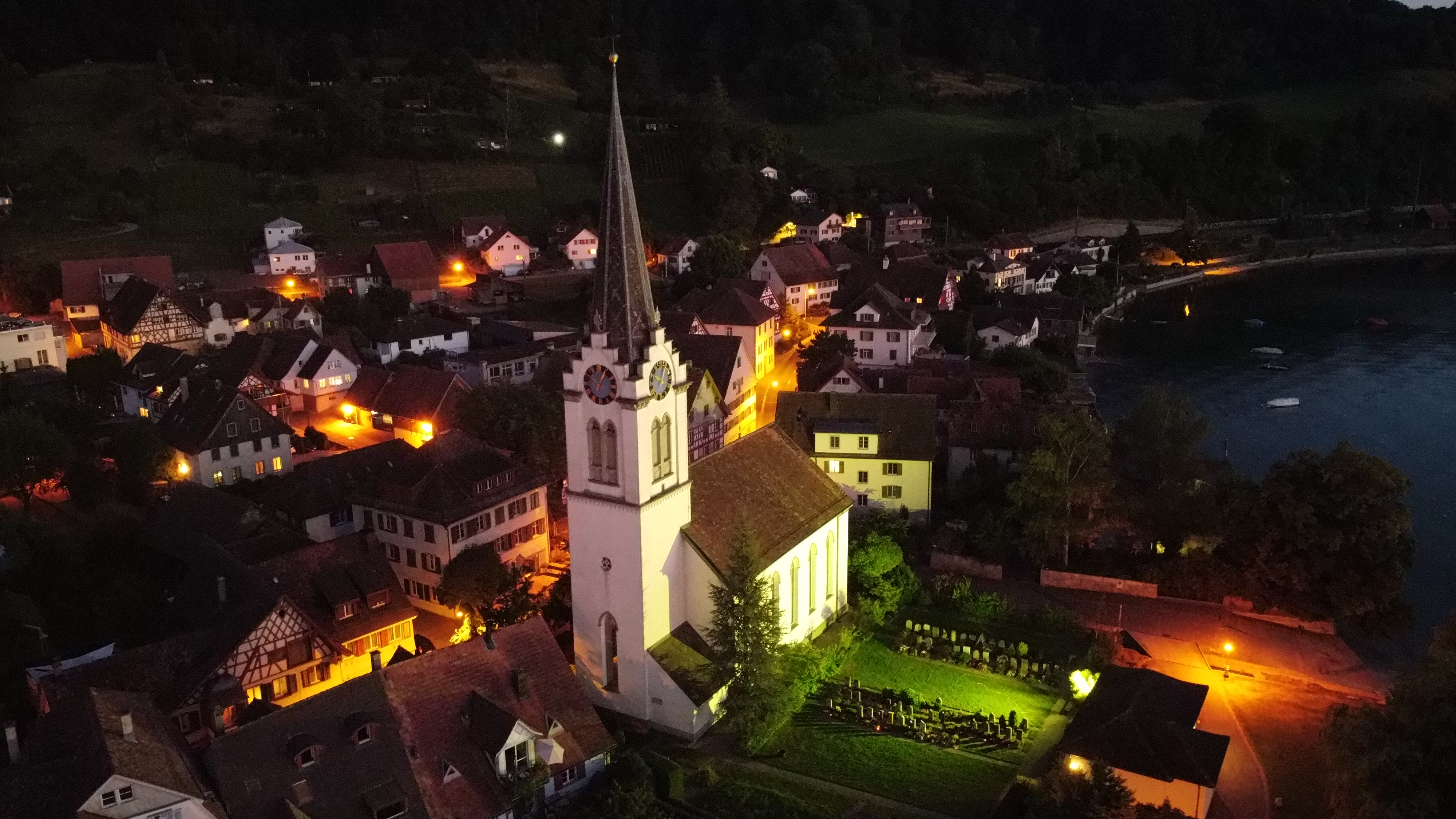
Der Berlinger Kirchturm und der Friedhof von Berlingen bei Nacht.